# Herz-Jesu-Kirche Neustadt (Dosse)

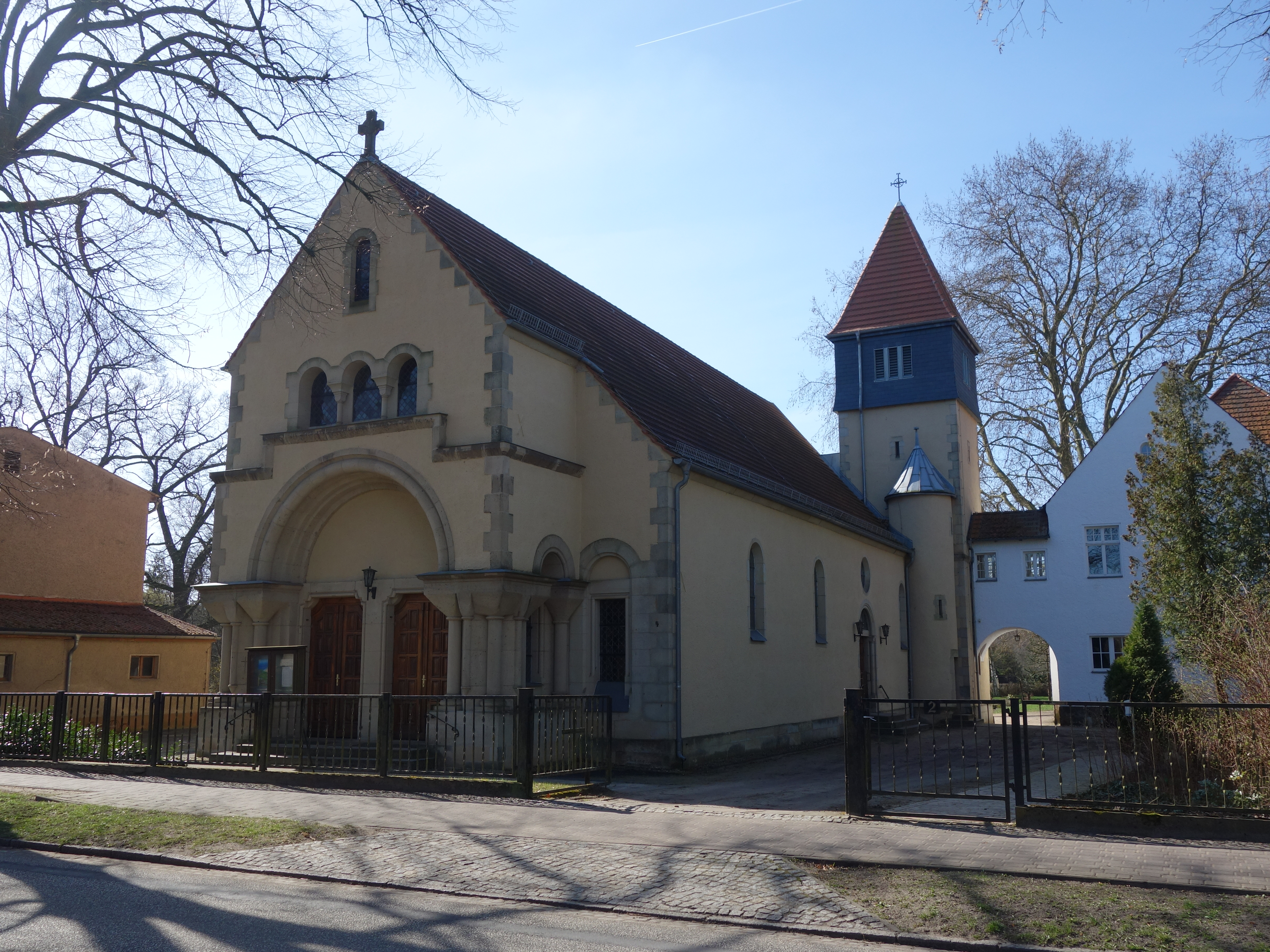
Herz-Jesu-Kirche Neustadt (Dosse)

Die römisch-katholische, denkmalgeschützte Herz-Jesu-Kirche steht in Neustadt (Dosse), einer Stadt im Landkreis Ostprignitz-Ruppin in Brandenburg. Die Kirche gehört zum Erzbistum Berlin.

## Beschreibung
Die verputzte eklektizistische Saalkirche wurde nach 1906 nach einem Entwurf von Arnold Güldenpfennig gebaut. Sie besteht aus einem Langhaus, einem eingezogenen, halbkreisförmig abgeschlossenen Chor im Westen und einem Chorflankenturm an dessen Nordwand, der von einem Treppenturm flankiert wird.

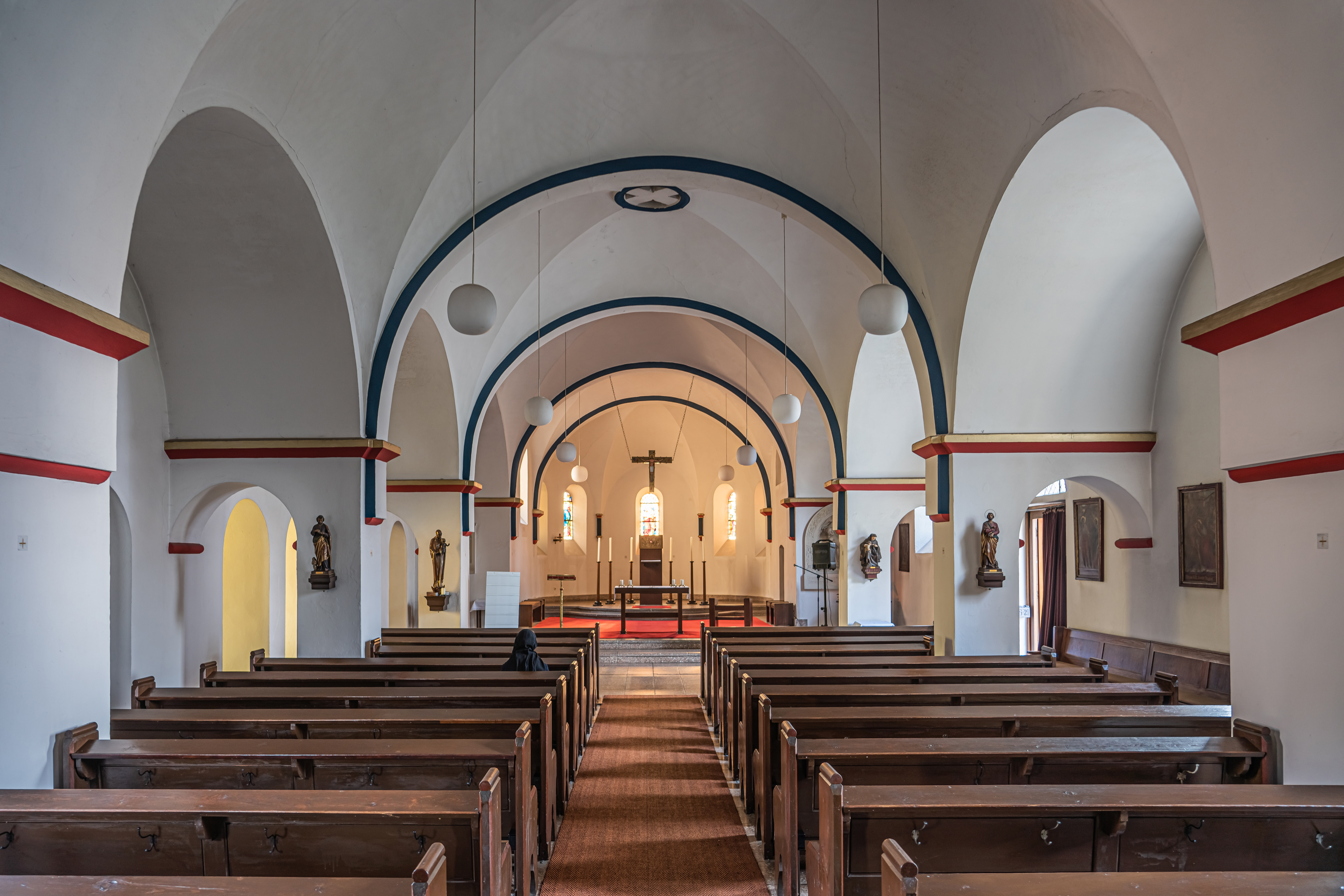
Interieur der Herz-Jesu-Kirche

Der Innenraum des Langhauses ist mit einem Kreuzgratgewölbe überspannt. Die Orgel mit 18 Registern auf zwei Manualen und Pedal wurde 1981 von W. Sauer Orgelbau Frankfurt (Oder) gebaut.